# Ивашковичи (Куйбышевский район)
Ивашковичи — деревня в Куйбышевском районе Калужской области России в составе сельского поселения «Село Бутчино». Расположена в верховьях реки Ветьмы.

## История
В 1677 году вотчинная деревня брянского Петровского монастыря в составе Хвощенской волости Брянского уезда: 40 крестьян в пяти дворах. В дальнейшем в составе Бутчинской волости.
Население деревни составляло в 1859 — 487, в 1892 — 619, в 1897 — 558, в 1913 — 772 человека. На рубеже XX века в деревне располагалась земская школа.